# Богданівка (Бахмутський район)
Богда́нівка — село Часовоярської міської громади Бахмутському районі Донецької області в Україні.

## Історія
За даними 1859 року Богданівка, панське село, над Ступкою, 20 господарств, 154 особи.

### Російське вторгнення в Україну
13 квітня 2024 року Росія тимчасово окупувала село[джерело?].